# 重慶鐵路局
重慶鐵路局是中華人民共和國曾經設立的一個鐵路局，1953年1月1日，西南鐵路工程局重慶管理分局改組為重慶鐵路局，直接由鐵道部領導；5月13日，綦江鐵路局併入重慶鐵路局；8月1日，重慶鐵路局改組為重慶鐵路管理局。寶成鐵路建成通車前夕，1957年5月25日成都鐵路管理局成立，撤銷重慶鐵路管理局。

## 歷史沿革[1]
1950年3月21日，成立重慶鐵路工程局，為重新修建成渝鐵路作準備；6月7日，重慶鐵路工程局改組為西南鐵路工程局。當年下設工務、機運、財務、計劃、人事、總務、公安等8個處及巡視組、辦公室。1951年8月，西南鐵路工程局機運處改為管理處。1952年5月8日，西南鐵路工程局管理處改組為重慶管理分局。1953年1月1日，西南鐵路工程局重慶管理分局改組為重慶鐵路局，直接由鐵道部領導；2月，成立中共重慶市鐵路委員會(是年更名中共重慶鐵路管理局委員會)；5月13日，綦江鐵路局併入重慶鐵路局，原機構撤銷後成為重慶鐵路局綦江辦事處；8月1日，重慶鐵路局改組為重慶鐵路管理局。當年組織機構為車務、商務、機務、工務、電務、車輛、計劃、統計、基本建設、財務會計、材料供應、先進方法推行、總務、設計各科和人民監察室、行車安全監察室、機要股等。

### 成渝鐵路工程局
- 民國二十一年（1932年），四川地方當局提出修建川漢鐵路西端的成渝鐵路，組成「成渝鐵路籌備處」。
- 民國二十四年（1935年）冬，國民政府鐵道部組成「新路建設委員會」，以「成渝鐵路籌備處」名義在南京籌劃組織測繪施工。
- 民國二十五年（1936年）春，鐵道部與四川省政府合組「川黔鐵路公司」。成渝鐵路的修築由該公司經營。當年6月，在重慶美豐銀行成立「成渝鐵路工程局」。該工程局擔負成渝鐵路的修建工作。

### 綦江鐵路局
民國三十一年（1942年）5月，為修築綦江鐵路，國民政府交通部在江津縣仁沱袁家祠堂成立綦江鐵路工程處。民國三十四年（1945年）10月，交通部撤銷綦江鐵路工程處，將工程移交鋼鐵廠遷建委員會；12月，鋼鐵廠遷建委員會在工程處原址上成立綦江鐵路局。當時有職員262人，工警896人。
1949年12月7日，中國人民解放軍重慶市軍事管制委員會接管成渝鐵路工程局及其它6個在渝鐵路單位。1950年元月，中國人民解放軍對綦江鐵路局實行軍管，改名為西南工業部綦江鐵路局。